# Amrum
Amrum (en frisón septentrional: Oomram) es una isla del grupo de las Islas Frisias septentrionales en Alemania en la costa del mar del Norte.
Es parte del distrito de Nordfriesland en el Estado federado de Schleswig-Holstein. Posee una superficie de 20 km² y una población de 2400 personas.
Hay cinco pueblos sobre su costa este: Wittdün, Nebel, Norddorf, Süddorf y Steenodde. La mitad oeste de la isla se encuentra ocupada por una gran duna, la duna más elevada mide 32 m de alto.
Mientras que Nebel, Norddorf y Steenodde son poblados frisios muy antiguos, el pueblo de Wittdün fue fundado como una zona de veraneo en el siglo XIX. El mismo incluye el puerto para el ferry, que conecta la isla con Dagebüll (en tierra firme) y Wyk (o Föhr). Se permite la circulación de autos en la isla.
Las tres municipalidades de la isla son Nebel, Norddorf y Wittdün que pertenecen a amt Föhr-Amrum.

## Galería

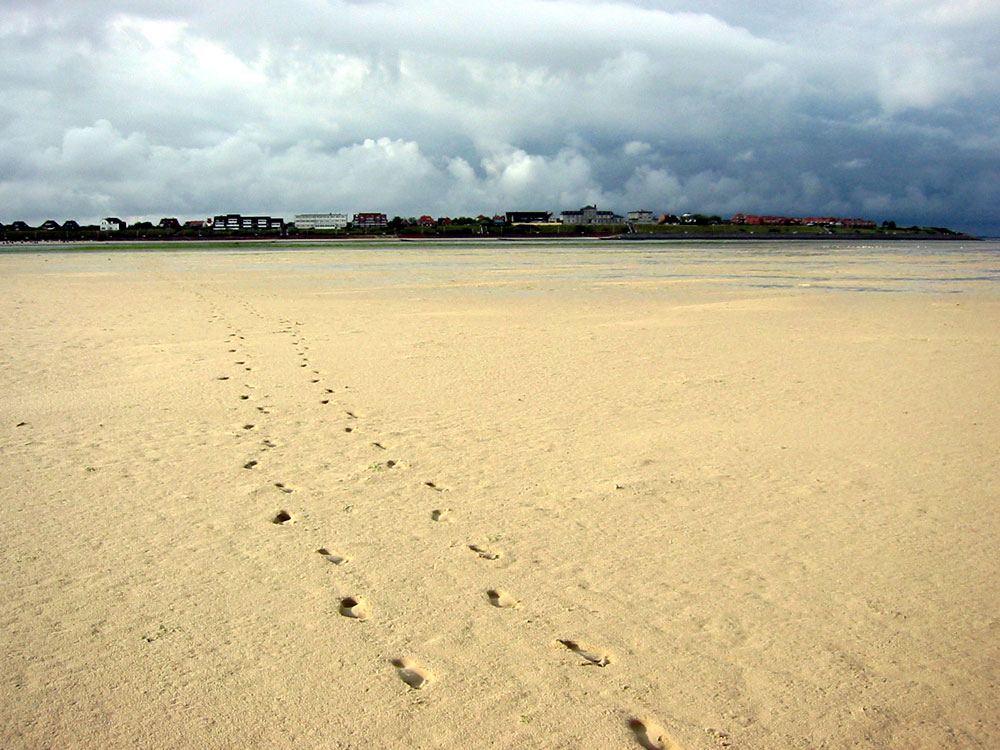
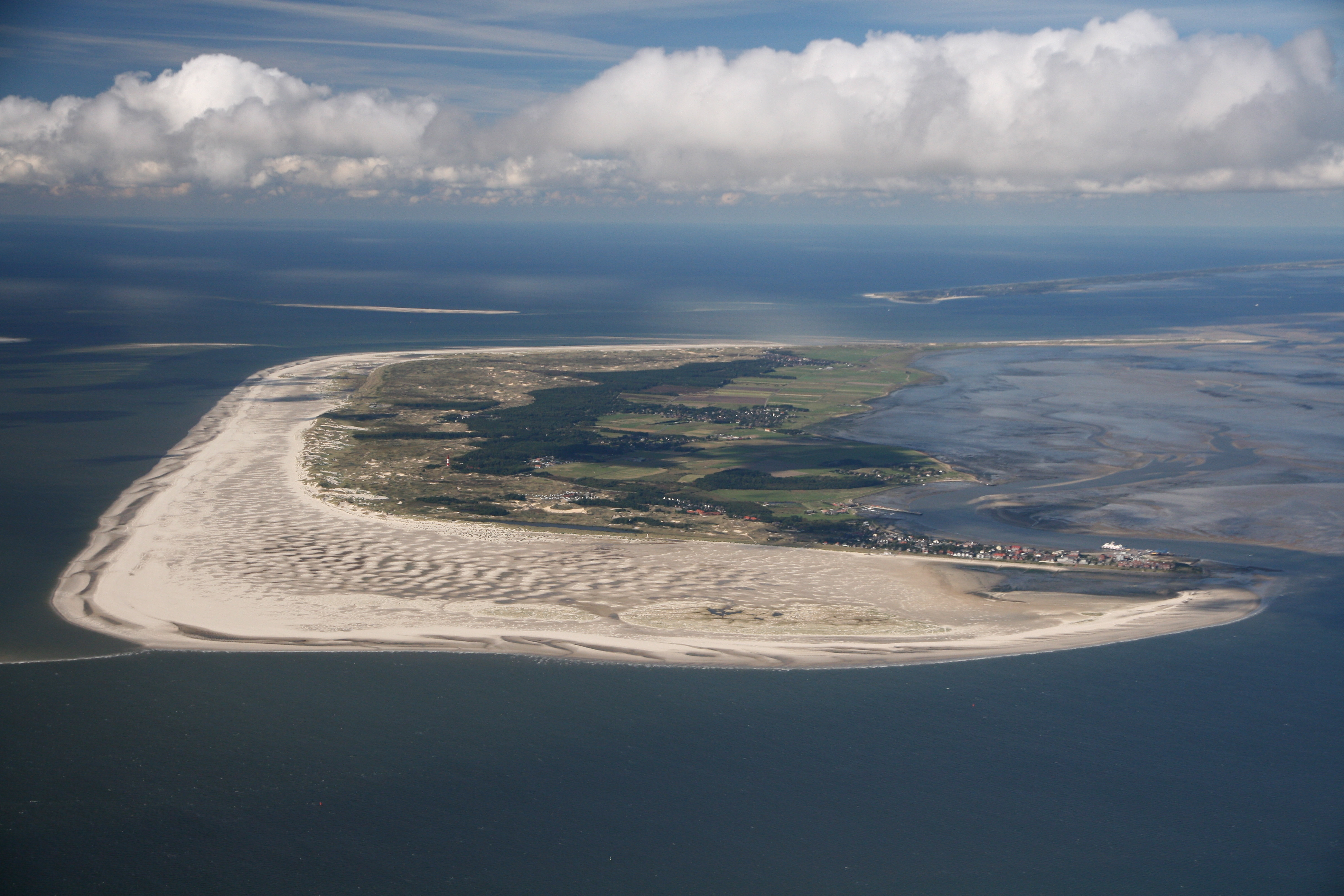
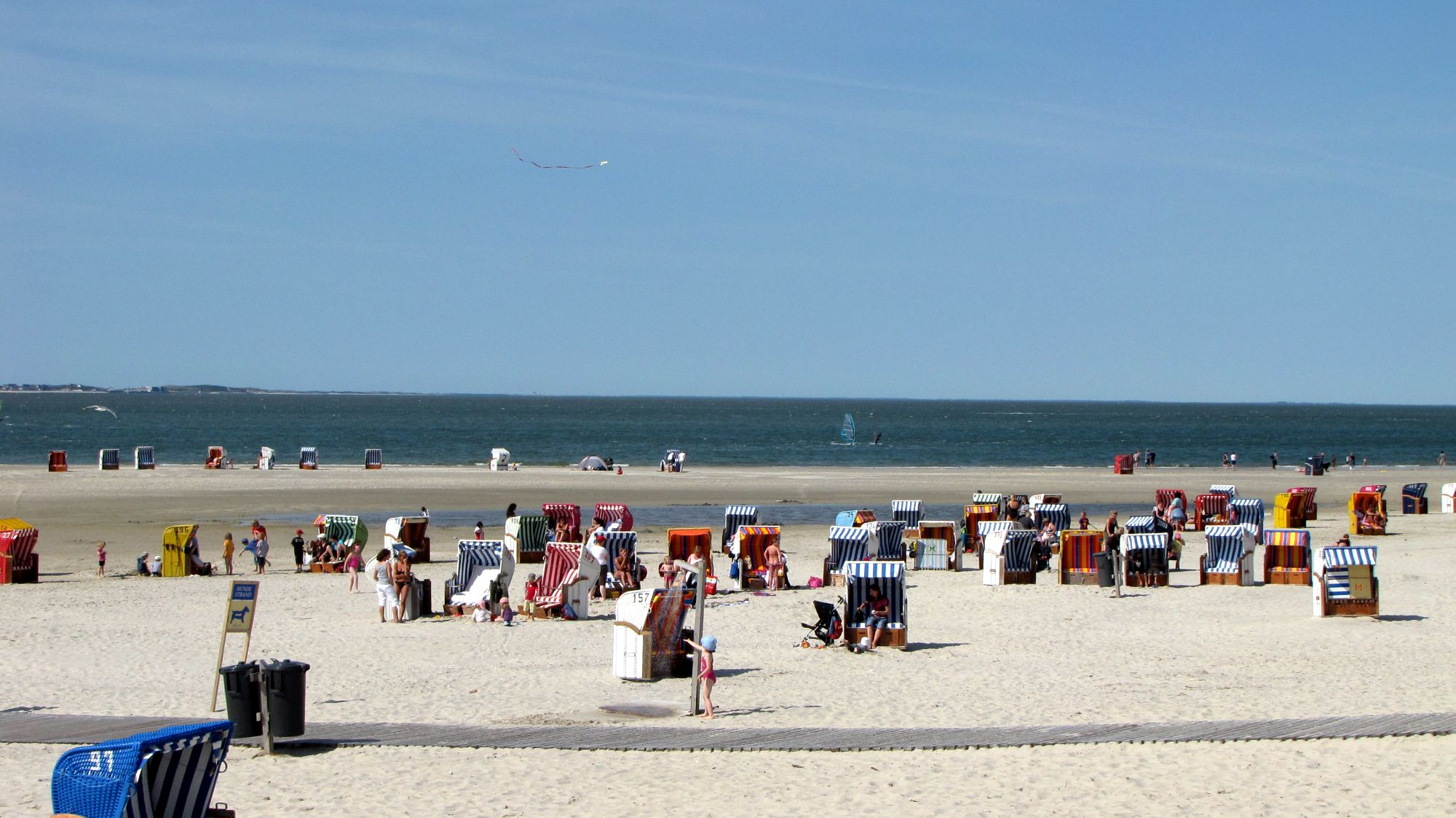
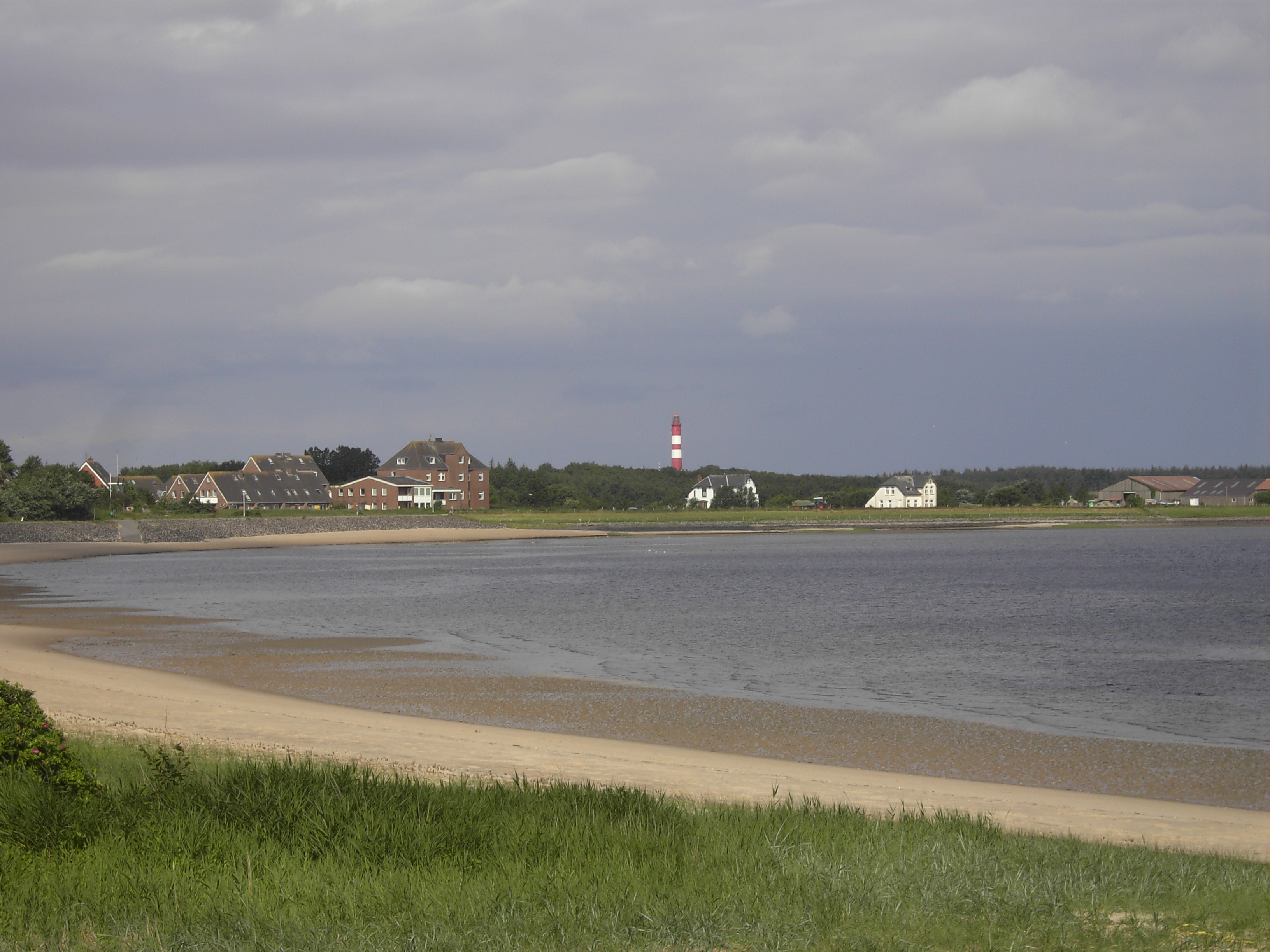
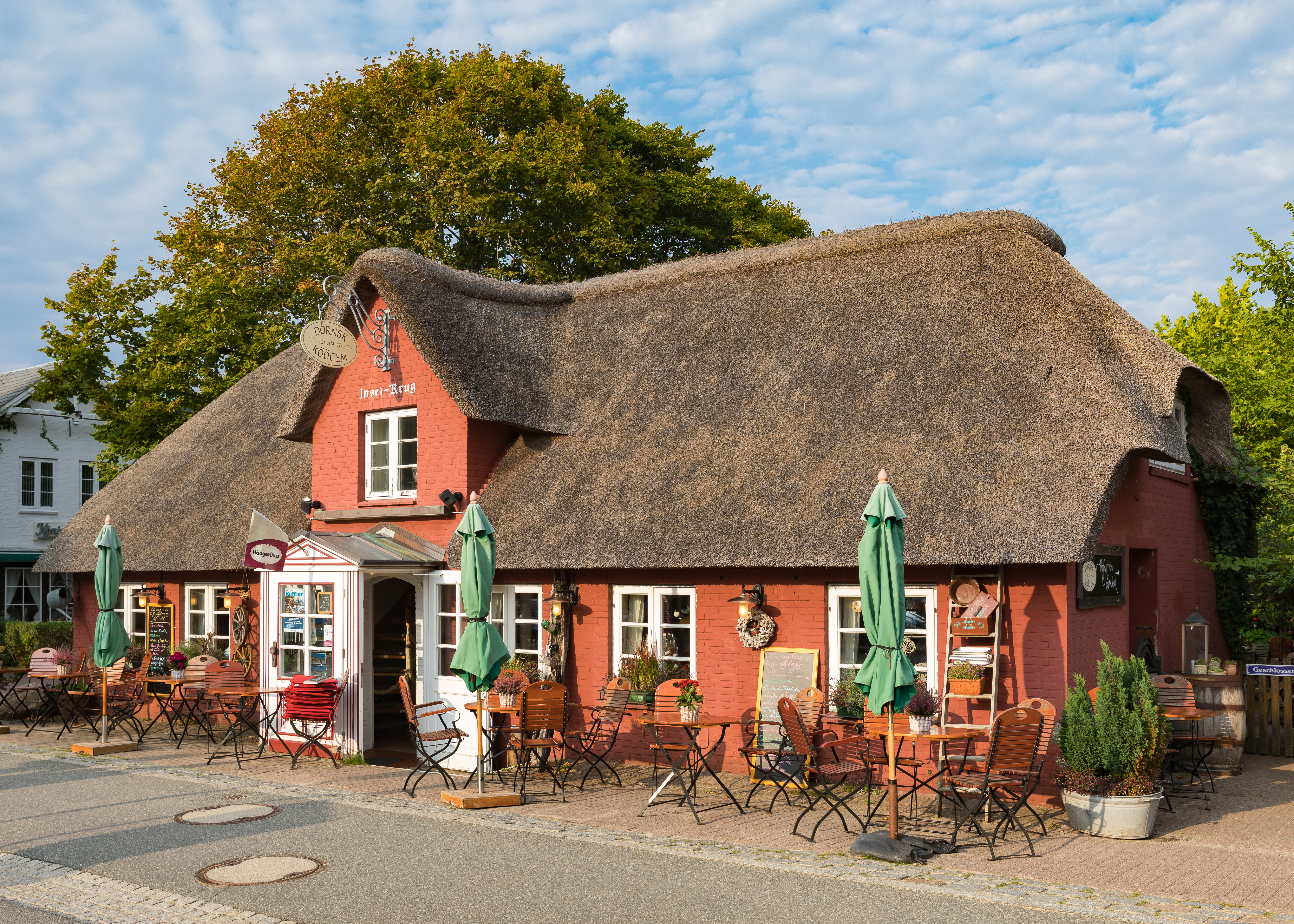